# باباي رجل البحار
باباي رجل البحار (بالإنجليزية: Popeye the Sailor)‏؛ مسلسل رسوم متحركة مسلسل رسوم متحركة أمريكي أنتج من قبل ستديوهات كينغ فيوتشرز سينديكيت إنك، وبُث ما بين 1 سبتمبر 1960-23 سبتمبر 1963 عبر هيئة الإذاعة الأمريكية الأمريكية، وهو يحكي مغامرات البحار باباي. وصلت عدد حلقاته إلى 220 حلقة، وكانت الواحدة منها ما بين 5 إلى 7 دقائق.

## الشخصيات
- باباي (بالإنجليزية: Popeye)‏
- زيتونة (بالإنجليزية: Olive Oyl)‏
- بلوتو (بالإنجليزية: Bluto)‏
- شطيرة (بالإنجليزية: Wimpy)‏
- الطفل (بالإنجليزية: Swee'Pea)‏

## روابط خارجية
- باباي رجل البحار على موقع IMDb (الإنجليزية)
- باباي رجل البحار على موقع كينوبويسك (الروسية)
- باباي رجل البحار على موقع قاعدة بيانات الفيلم (الإنجليزية)